# ネパール中央動物園
ネパールの中央動物園（ネパール語: सदर चिडियाखाना）またはセントラル動物園（英語: Central Zoo）は、首都カトマンズに近いパタン北部に位置する同国唯一の動物園である。パタン動物園とよばれることもある。
1932年、ネパールの首相ジュッダ・シャムシェル・ジャンガ・バハドゥル・ラナの私設動物園として発足し、1956年、ネパール政府により一般公開が始められた。